# Plaza México (estación)
Plaza México será la estación terminal del Teleférico Pío Nono, un proyecto de carácter turístico ubicado en el Cerro San Cristóbal del Parque Metropolitano, en la ciudad de Santiago, Chile.

## Ubicación
La estación estará ubicada en la avenida Pedro Bannen, una de las vías que cruza el Parque Metropolitano y conecta con el santuario del Cerro San Cristóbal. En las cercanías, está la plaza México, de la cual toma su nombre la estación.

## Historia
Originalmente nombrada «Cumbre», la estación fue anunciada como terminal norte del proyecto en su primera presentación pública en 2019.
En 2023, se dio inicio a la construcción del proyecto y, desde entonces, la estación ha sido presentada como «Plaza México», referencia topónima a la plaza homónima. Asimismo, se reveló que contará con una superficie total de 940 metros cuadrados.
En mayo de 2025, el entonces ministro del Interior, Álvaro Elizalde, junto al ministro de Vivienda y Urbanismo, Carlos Montes, y la directora subrogante de Parquemet, Andrea Medina, anunciaron que el servicio entraría en operaciones a fines de ese mismo año.